# Sony Ericsson Open 2007
Sony Ericsson Open 2007 - тенісний турнір, що проходив на відкритих кортах з твердим покриттям Tennis Center at Crandon Park у Кі-Біскейні (США). Належав до серії Мастерс в рамках Туру ATP 2007, а також до турнірів 1-ї категорії в рамках Туру WTA 2007. Відбувсь удвадцятьтретє і тривав з 21 березня до 1 квітня 2007 року.

## Переможці та фіналісти

### Чоловіки. Одиночний розряд
Новак Джокович —  Гільєрмо Каньяс 6–3, 6–2, 6–4

### Одиночний розряд. Жінки
Серена Вільямс —  Жустін Енен 0–6, 7–5, 6–3

### Парний розряд. Чоловіки
Боб Браян /  Майк Браян —  Мартін Дамм /  Леандер Паес 6–7(7–9), 6–3, [10–7]

### Парний розряд. Жінки
Ліза Реймонд /  Саманта Стосур —  Кара Блек /  Лізель Губер 6–4, 3–6, [10–2]